# Ken's Bar III
《Ken's Bar Ⅲ》，是日本男歌手平井堅的第三張概念翻唱專輯。於2014年5月28日發行。

## 概述
- 紀念個人的概念演唱會「Ken's Bar」（自1998年5月29日開店）第十五周年的實體作品。
- 翻唱了許多國外及日本的樂團、歌手經典歌曲，如福山雅治、桑田佳祐、Stevie Wonder、Frank Sinatra、BLACK BISCUITS等。
- 專輯收錄的「KILLING ME SOFTLY WITH HIS SONG」找來原唱者Roberta Flack一起合唱。
- 發行型態分成初回生產限定盤A、初回生產限定盤B、通常盤三個版本。每個版本封面與內容皆有不同。
- 初回生產限定盤A為特殊典藏包裝，收錄「Ken's Bar 15th Anniversary Special!!! Vol.1 LIVE VIEWING EDITION at 日本武道館」現場演唱實況DVD。
- 初回生產限定盤B收錄平井堅首張LIVE專輯CD「Ken's Bar BEST SONG COLLECTION～Live at Blue Note Tokyo～」

## 收錄曲

### CD
1. Open
2. even if ～instrumental～
  - 作詞・作曲：Ken Hirai／鋼琴：大江千里
3. 成為一家人吧（原唱：福山雅治）
  - 作詞・作曲：福山雅治／鋼琴：松浦晃久
4. 順子（原唱：長淵剛）
  - 作詞・作曲：長淵剛／吉他：石成正人
5. WE'RE ALL ALONE（原唱：麗塔庫莉姬）
  - 作詞・作曲：William R. Royce Scaggs／鋼琴：鈴木大
6. 心愛的艾莉（原唱：南方之星）
  - 作詞・作曲：桑田佳祐／吉他：石成正人
7. Love Is Blind（原唱：珍妮斯·艾恩）
  - 作詞・作曲：Janis Ian／貝斯：龜田誠治
8. Intermission
9. Virtual Insanity（原唱：傑米羅奎爾）
  - 作詞・作曲：Jason Kay、Wallis Buchanan、Simon Katz、Derrick McKenzie、Toby Smith、Stuart Zender／編曲：URU
10. 沒有郵票的禮物
  - 作詞・作曲：財津和夫／編曲：大橋トリオ
  - 電影《裁縫師的美麗人生》主題曲
11. Timing（原唱：黑色餅乾）
  - 作詞：森浩美、BLACK BISCUITS／作曲：中西圭三、小西貴雄／吉他：押尾光太郎
12. 腳步的敘事曲
  - 作詞：園山俊二／作曲：釜萢弘／弦樂：弦一徹Strings
  - 日本服裝品牌「GLOBAL WORK」電視廣告曲
13. KILLING ME SOFTLY WITH HIS SONG（原唱：蘿貝塔弗萊克）
  - 作詞・作曲：Chales Fox & Norman Gimbel／合唱：Roberta Flack
14. MY WAY（原唱：法蘭克·辛納屈）
  - 作詞・作曲：Paul Anka、Claude Francois、Lucien Thibaut、Jacques Revaux／日文譯詞：片桐和子
15. Close

### DVD（初回盤A附）
「Ken's Bar 15th Anniversary Special!!! Vol.1 LIVE VIEWING EDITION at 日本武道館」

2013年5月30日日本武道館現場演唱實況

1st STAGE
1. even if
2. 僕は君に恋をする
3. 少女A（原唱：中森明菜）
4. Overjoyed（原唱：Stevie Wonder）
5. 桔梗が丘
6. 瞳をとじて
7. LIFE is...

2nd STAGE
1. 告白
2. なごり雪（原唱：イルカ）
3. 太陽と埃の中で（原唱：CHAGE & ASKA）
4. 君の好きなとこ
5. 君はス・テ・キ♡
6. POP STAR
7. Love Love Love

ENCORE
1. マイ・ウェイ（原唱：Frank Sinatra）

### BONUS CD（初回盤B附）
「Ken's Bar BEST SONG COLLECTION～Live at Blue Note Tokyo～」

2014年2月14 & 15日Blue Note Tokyo現場實況音源
1. even if
2. 楽園
3. 告白
4. 瞳をとじて
5. LIFE is...
6. 僕は君に恋をする
7. 哀歌（エレジー）
8. 君の好きなとこ
9. KISS OF LIFE
10. POP STAR
11. Love Love Love

## 引用來源
1. ↑  .   [2014-04-19]. （原始内容存档于2016-10-23）.